# Pane e rose (Angelo Branduardi)
Pane e rose è un album di Angelo Branduardi del 1988.
Nelle canzoni Frutta, Tango e Barbablù, Branduardi duetta con Pietra Montecorvino.
1º aprile 1965 è liberamente tratta da una lettera di Ernesto Guevara ai suoi genitori.
Nella canzone L'albero il tema musicale è quello del traditional statunitense East Virginia, mentre l'arrangiamento è ripreso da Paris-Texas di Ry Cooder. Il testo della stessa canzone è tratto dalla poesia C'è un albero dentro di me di Nazım Hikmet.
Il brano Pioggia e la corrispettiva versione francese, Il pleut, sono stati pubblicati solamente sulla versione in compact disc dell'album.
L'edizione italiana presenta una copertina chiusa, la busta interna con tutti i testi e un'etichetta personalizzata (Polydor-Sottosopra - 837 386 1). Il titolo, sul fronte copertina, è in basso a sinistra. L'edizione tedesca, quasi del tutto identica, ha il titolo posto in basso a destra (Ariola-Sottosopra - 209 374). In Germania uscì anche una particolare edizione promo tour riconoscibile per avere un adesivo, sul fronte copertina, con l'elenco delle date del tour tedesco. In quest'edizione è incluso un mini-poster con le traduzioni in tedesco di tutti i testi. Sempre in Germania e principalmente per scopi promozionali venne pubblicato un CD singolo con quattro brani (1º aprile 1965, Il primo della classe, Tango e Angelina).
L'edizione francese è similare a quella italiana: le uniche differenze sono nel titolo sul fronte copertina, questa volta posto nell'angolo in alto a sinistra sotto al nome dell'interprete, e nella scelta cromatica generale (la busta interna e le scritte dell'edizione italiana e tedesca adoperano il viola e il verde, quella francese il rosa e il giallo, pur rimanendo graficamente identiche) (Ariola-Sottosopra 209 388 - 630). Questo disco venne importato anche in Germania.
Tre i singoli estratti: La vie orange / J'ai faim de soleil (Ariola 112 365); Lettre a un pere / 1º aprile 1965 (Ariola 111 895); Le premier de la classe / Barbe bleue (Ariola 112 241), quest'ultimo solo promozionale.

## Tracce
1. L'albero – 4:53
2. 1º aprile 1965 – 5:24
3. Il primo della classe – 4:14
4. Frutta – 4:17
5. Miracolo a Goiânia – 3:46
6. Pioggia – 5:09 – solo sulla versione in CD
7. Tango – 3:33
8. Scatolette – 4:05
9. Angelina – 4:44
10. Fame di sole – 3:12
11. Barbablù – 3:57
12. Benvenuta donna mia – 1:42

### Versione francese
Du pain et des roses, traduzioni di Pierre Grosz.
1. L'arbre
2. Lettre à un père
3. Le premier de la classe
4. Les fruits
5. Le miracle de Goiânia
6. Il pleut (solo sulla versione in CD)
7. La vie orange
8. Mise en boîtes
9. Angela, Angelina
10. J'ai faim de soleil
11. Barbe bleue
12. Toi ma femme

## Formazione
- Angelo Branduardi – voce, cori, violino, chitarra
- Marco Canepa – tastiera, pianoforte
- José de Ribamar "Papete" – percussioni
- Maurizio Fabrizio – chitarra, cori
- Claudio Guidetti – tastiera, basso
- Charlie Morgan – batteria
- Adriano Mondini – oboe, corno inglese, percussioni
- Pietra Montecorvino – voce